# Silosteller
Ein Silosteller ist ein Lkw mit einem speziellen Aufbau zum Aufnehmen, Transportieren und Absetzen von Wechselsilos. In der Regel erfolgt die Aufnahme des Wechselsilos im Werk, wo es mit Schüttgütern (wie etwa Baustoffen, Nahrungs- und Futtermitteln, Granulaten und Pellets) befüllt und anschließend zum Aufstellort transportiert wird. Nach dem teilweisen oder vollständigen Entleeren des Wechselsilos erfolgt die Abholung durch den Silosteller, der es wieder zum Werk zurückbringt.

## Geschichte
Nach dem Zweiten Weltkrieg war es üblich, benötigte Baustoffe wie Zement oder Trockenmörtel als Sackware auf die Baustelle zu liefern. Um die Bereitstellung und Weiterverarbeitung dieser Baustoffe zu vereinfachen, ging man in den 1950er Jahren vermehrt dazu über, diese in Silos auf der Baustelle zu lagern. Dieses neue Verfahren verbreitete sich rasch. Wurden 1950 lediglich 6 % des auf westdeutschen Baustellen benötigten Zements über Silos bereitgestellt, so waren es 1963 bereits 52 %.
Die Hersteller bauten für den Silotransport zunächst einfache Absetzanlagen. Da die verwendeten Lkw relativ klein waren, konnten jedoch zunächst nur leere Silos oder Silos mit geringem Restinhalt verladen werden. Wenige Jahre später brachten die Hersteller Fahrzeuge auf den Markt, die auch volle Silos aufnehmen und transportieren konnten.

## Arten

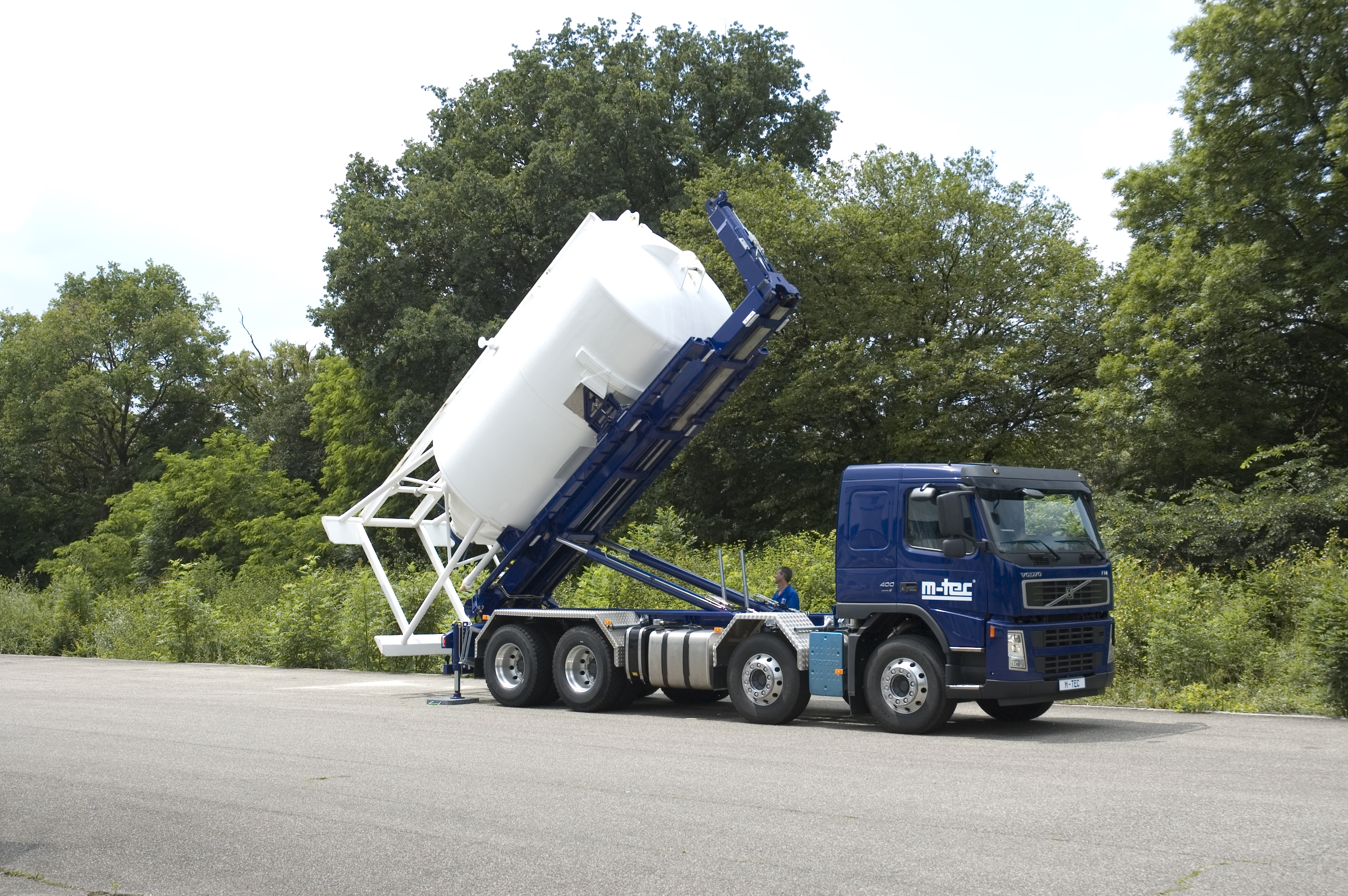
Siloabrollkipperfahrzeug mit Taschensilo

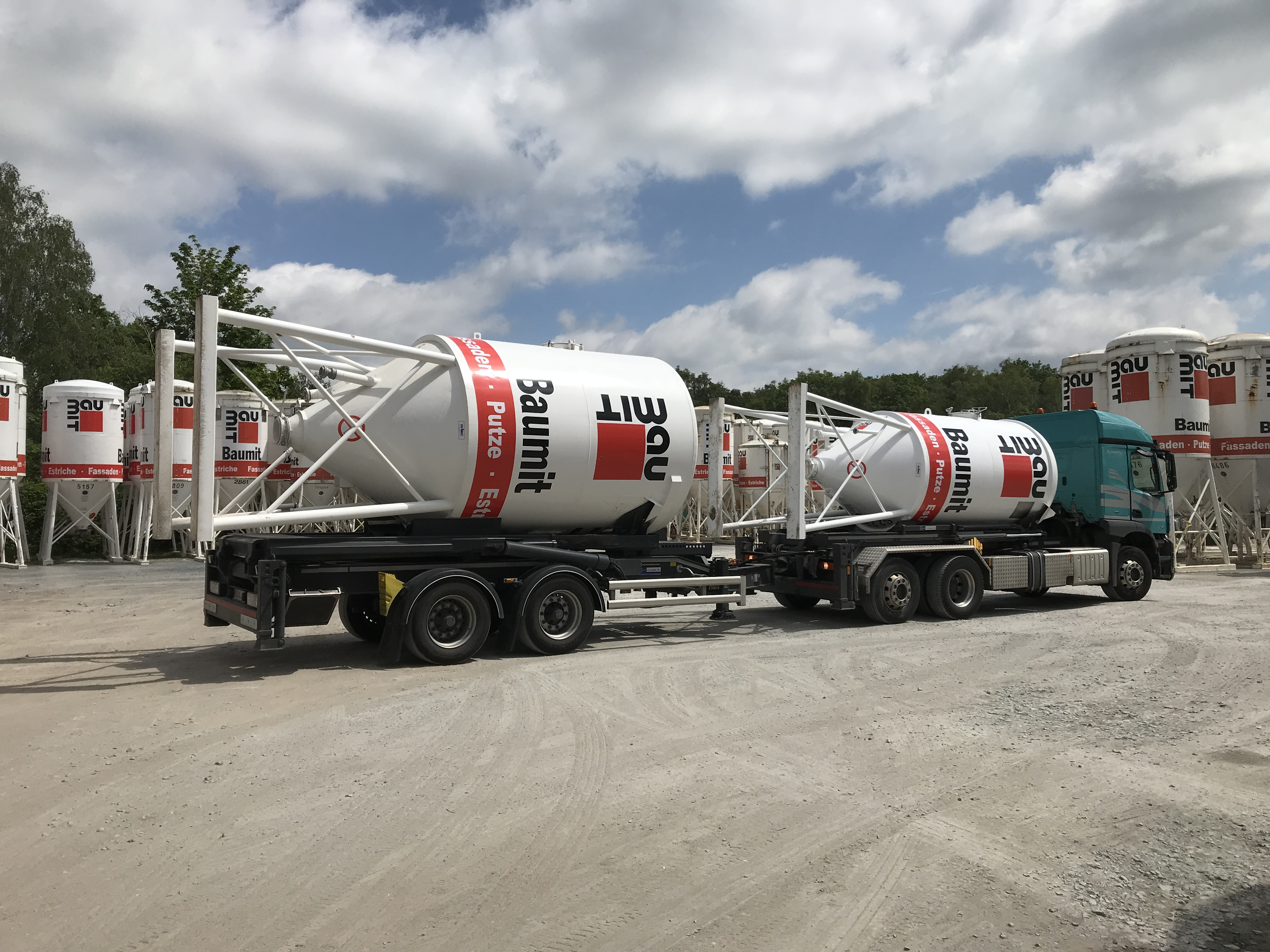
Motorwagen mit Anhänger, beide mit Siloabsetzanlage ausgestattet

Im Laufe der Zeit entwickelten die Hersteller verschiedene Silostellerarten. Nachfolgend werden die gängigsten Arten erläutert:
Lkw mit Siloabsetzanlage
Diese Fahrzeuge besitzen einen hydraulischen Kipprahmen, der auf einem Hilfsrahmen (Motorwagen) oder einem Fahrgestell (Sattelanhänger) montiert ist. Der Kipprahmen kann über die Senkrechte hinaus um etwa 95 bis 100 Grad geneigt werden. Ein verschiebbarer Schlitten mit Aufnahmevorrichtung (z. B. Haken oder Taschenflügel) dient zur Arretierung des Wechselsilos.
Siloabsetzkipperfahrzeug
Ähnlich dem klassischen Absetzkipperfahrzeug verfügen diese Fahrzeuge über zwei hydraulisch schwenkbare und teleskopierbare Arme. An deren Enden befinden sich Ketten oder Klauen zum Aufnehmen des Silos an dafür vorgesehenen Bolzen.
Siloabrollkipperfahrzeug
Diese Variante nutzt einen ausfahrbaren Hakenlift, mit dem das Wechselsilo am Dachhaken aufgenommen wird. Ähnlich einem Abrollcontainer wird das Silo auf den Lkw-Aufbau gezogen oder geschoben.
Anhänger
Zusätzlich zum Silo auf dem Motorwagen kann ein weiteres Silo auf einem Zentralachsanhänger mitgeführt werden. Der Anhänger ist entweder mit einer eigenen Absetzanlage und Abstützung ausgestattet oder dient ausschließlich als Transportplattform. In letzterem Fall wird das Silo am Zielort durch das Silostellerfahrzeug auf die eigene Ladefläche übergesetzt und anschließend abgestellt.

## Absetzvorgang

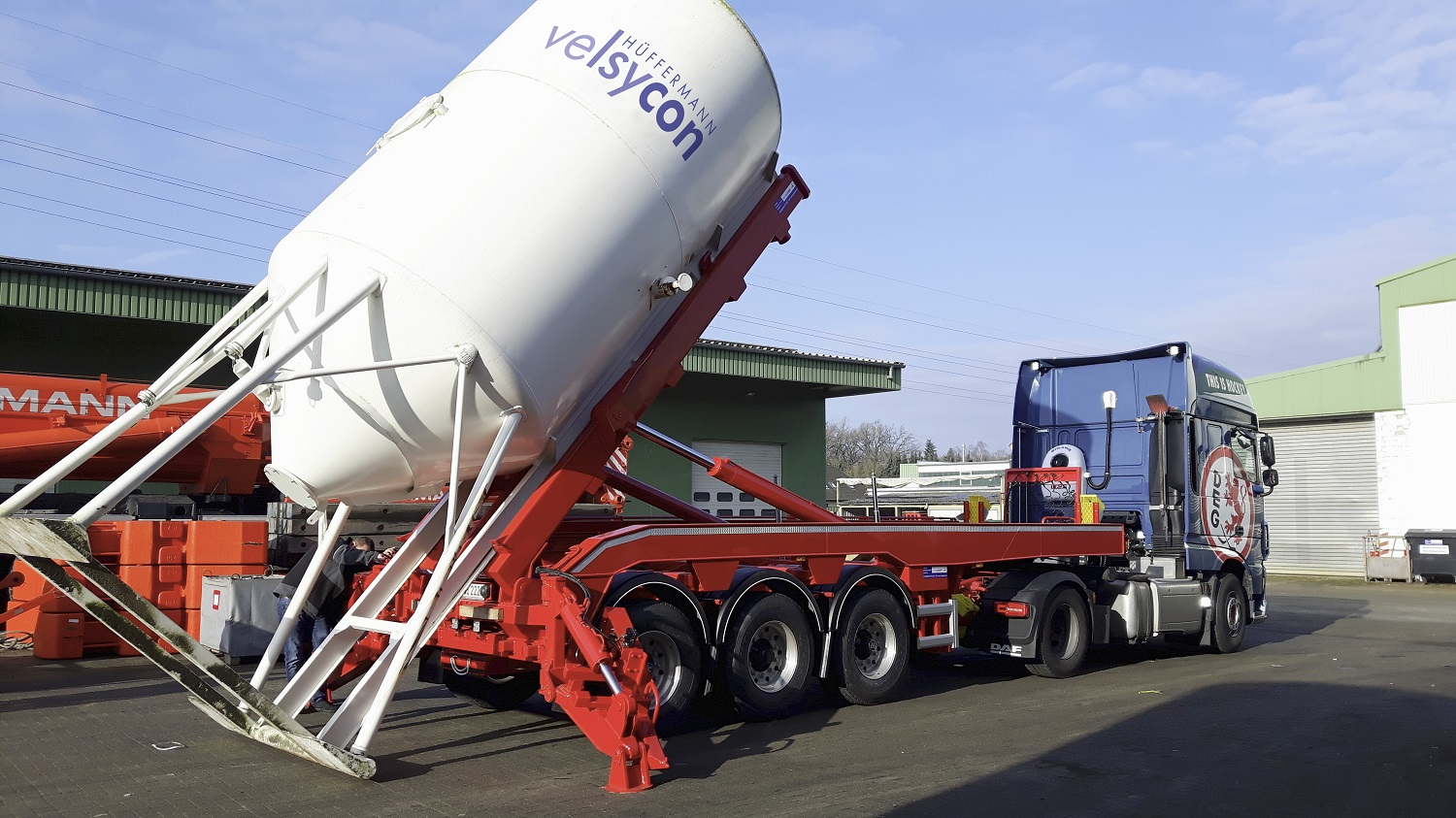
Absetzvorgang eines Wechselsilos

Der Absetzvorgang eines Wechselsilos – beispielhaft beschrieben bei einem Lkw mit Siloabsetzanlage – verläuft in folgenden Schritten:
1. Ausfahren der Fahrzeugabstützung zur Stabilisierung des Fahrzeugs.
2. Verschieben des Silos waagrecht nach hinten (vom Fahrerhaus weg), um die erforderliche Hubkraft zu reduzieren.
3. Kippen des Silos in die Vertikale. Dabei wird der Kipprahmen mit dem Silo immer wieder etwas nach vorne bzw. nach oben geschoben, um eine ausreichende Bodenfreiheit zu gewährleisten.
4. Absetzen des Silos
5. Absenken des Schiebeschlittens zum Ausklinken der Aufnahmevorrichtung.
6. Rückführung des Kipprahmens in die Waagrechte und Einfahren der Abstützung.